# San Raymundo Jalpan
San Raymundo Jalpan là một đô thị thuộc bang Oaxaca, México. Năm 2005, dân số của đô thị này là 1788 người.